# Made Man
Ein Made Man (gemachter Mann) ist in der amerikanischen Mafia ein Begriff für ein vollwertiges Mitglied der Mafia in den Vereinigten Staaten. Andere gebräuchliche Namen für die Mitglieder sind: Made Guy, Soldato, Full Member, Man of Honor (italienisch: uomo d'onore), „One of Us“, „A Friend of Ours“, Goodfella und Wise Guy, wobei die beiden letzteren Begriffe, wie auch das Wort Mobster, oft auch für Leute verwendet werden, die keine Vollmitglieder, sondern enge Verbündete bzw. Associates sind. Vollmitglied der amerikanischen Cosa Nostra können nur Männer rein italienischer Abstammung werden; Ausnahmen (wie etwa Frank Sheeran) sind sehr selten.
In der sizilianischen Mafia, der Cosa Nostra, ist der gebräuchliche Begriff eines Vollmitglieds uomo d'onore („Ehrenmann“), oder im sizilianischen omu d'onuri. Der Begriff Mafioso hingegen wird von den Mitgliedern selbst nicht verwendet und wurde durch Behörden und Medien populär.

## Überblick
Auf Sizilien wurde streng auf die Herkunft der Mitglieder geachtet: Es handelte sich grundsätzlich immer um Sizilianer.
In den USA konnte diese Trennung innerhalb der Cosa Nostra hingegen nicht aufrechterhalten werden. So öffnete sich die sogenannte Unione Siciliana schließlich auch italienischen Nicht-Sizilianern wie Al Capone und Lucky Luciano, welcher seinerseits sowohl mit dem Kalabresen Frank Costello als auch mit Vito Genovese arbeitete, der Neapolitaner war.
Traditionell muss ein Rekrut in der amerikanischen Cosa Nostra also ein Mann rein italienischer (vorzugsweise sizilianischer) Abstammung sein.
Zum Beispiel konnte daher der berühmte Mobster Henry Hill, der ein Assoziierter der New Yorker Lucchese-Familie war, nie ein Vollmitglied der Cosa Nostra werden, da seine Mutter zwar italienischer, sein Vater hingegen irischer Abstammung war.
Dieser Umstand wurde 1990 auch in Martin Scorseses Film GoodFellas – Drei Jahrzehnte in der Mafia thematisiert. Heute geht man davon aus, dass die italoamerikanische Mafia diese Anforderung zeitweise gelockert hat, so dass eine Weile auch Männer halb-italienischer Abstammung in die Cosa Nostra aufgenommen werden konnten. Zum Beispiel war John Gottis Sohn John Angelo Gotti III nicht von voller italienischer Abstammung, da seine Großmutter mütterlicherseits aus Russland stammte.
Auch die Mutter von Frank Salemme, dem ehemaligen Boss der Patriarca-Familie aus Neuengland, war irischer Abstammung, während sein Vater Italiener war.
Laut dem Pentito Salvatore Vitale soll die amerikanische Mafia-Kommission im Jahr 2000 während einer Sitzung beschlossen haben, dass ein Rekrut wieder ausschließlich italienischer Abstammung sein muss. Diese Aussage wird von den Behörden für zutreffend gehalten. Als Hintergrund gilt der gestiegene Ermittlungsdruck auf die Mafia, der dazu geführt habe, dass man wieder nur Männer mit ausschließlich italienischen Wurzeln ins Vertrauen ziehe, da diese als zuverlässiger gelten.
Ein Mitarbeiter der Polizei oder ein Familienmitglied eines Polizisten oder Ermittlers kann kein Mitglied der amerikanischen Cosa Nostra werden.
So konnte Henry Borelli, welcher Mitglied der DeMeo Crew gewesen war, nie ein Mitglied der New Yorker Gambino-Familie werden, da er in den 1970er-Jahren an einer Aufnahmeprüfung des NYPD teilgenommen hatte.
Eine Ausnahme hingegen war Ron „Big Ron“ Previte, ein Soldato der Bruno-Familie (Philadelphia Crime Family), der ein korrupter Polizist gewesen war, bevor er durch Nicodemo Scarfo in die Bruno-Familie aufgenommen wurde.
Traditionell werden vor einer Aufnahme in die Cosa Nostra eine Zeitlang das Potenzial, die Einsatzbereitschaft und Loyalität des Rekruten getestet. In einigen Fällen muss dieser, um aufgenommen zu werden, sogar einen Mord begehen, um zu beweisen, dass er kein Undercover-Agent ist.
Bei einem ersten Mordauftrag ist in Mafiakreisen die Rede von „making your bones“, und hat man diesen erfüllt, erhält man den Titel „button man“ (ein „Knopfmann“, also jemand, der abdrückt) oder Hitman (Vollstrecker).
Durch den in der New Yorker Bonanno-Familie verdeckt ermittelnden FBI Special Agent Joseph Pistone alias „Donnie Brasco“ wurden den Behörden diese Fakten aus erster Hand bekannt.
Stellt ein Made Man einem anderen gemachten Mann der Cosa Nostra ein drittes Vollmitglied vor, so wird oft die Phrase „a friend of ours“ (ein Freund von uns) benutzt, was vermittelt, dass dieser ebenfalls ein gemachter Mann ist und mit ihm daher offen gesprochen werden kann.
Stellt ein Made Man einem anderen gemachten Mann einen assoziierten Gangster oder potentiellen Rekruten vor, der kein Vollmitglied der Cosa Nostra ist, benutzt er stattdessen den Ausdruck „a friend of mine“ (ein Freund von mir).
Made Men werden als Soldati von einem Capo bzw. Caporegime befehligt, welcher wiederum seinem Boss (Don) oder dessen Unterboss oder Consigliere (Berater) untersteht.

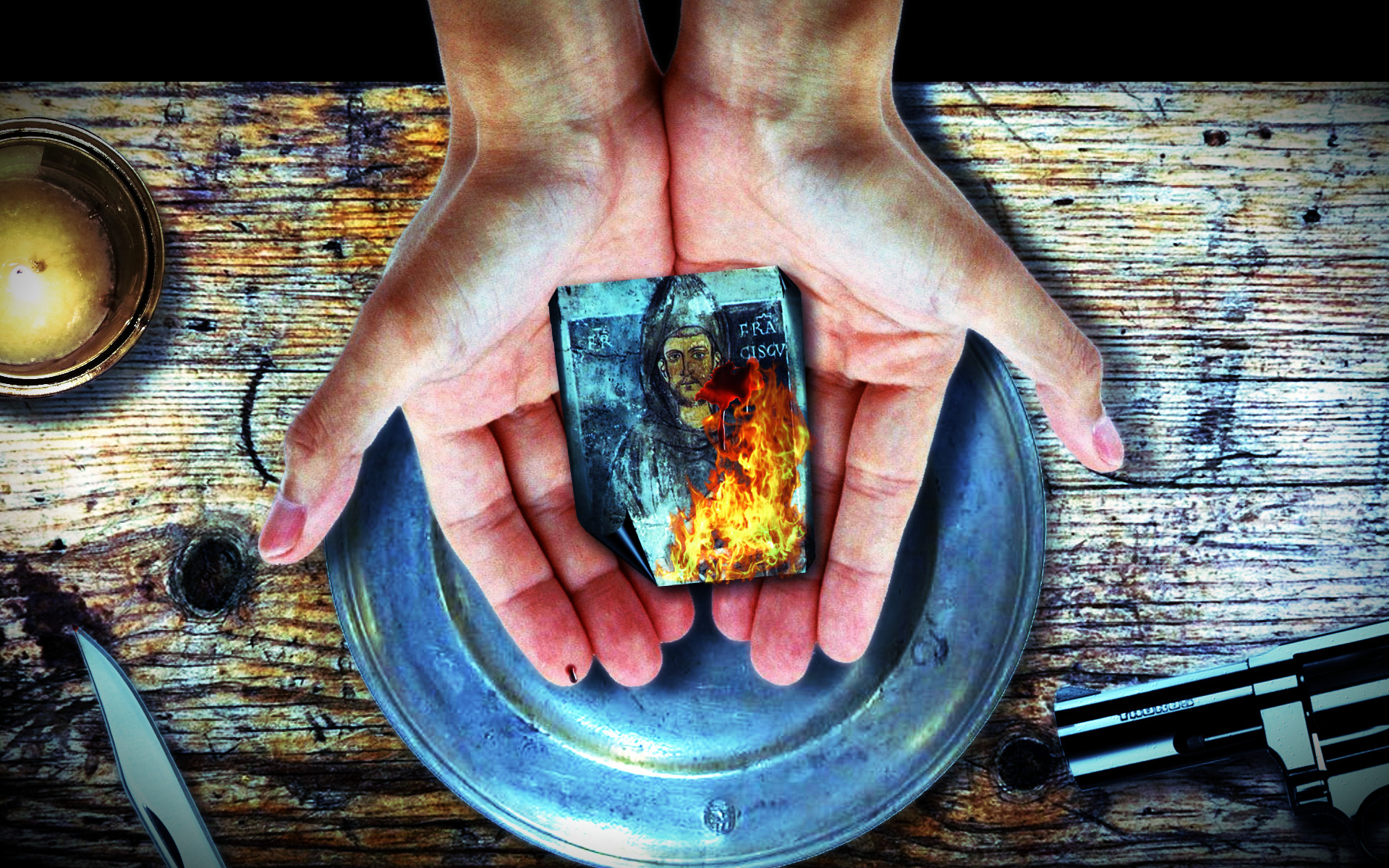
Cosa Nostra Initiationsritual

Soll ein neues Mitglied in eine Familie aufgenommen werden, so bekommt der Anwerber einen Anruf mit dem Befehl, sich gut gekleidet für seine Abholung bereitzuhalten.
Nach seiner Abholung wird er entweder allein oder mit weiteren anerkannten Vollmitgliedern in einen Raum gebracht, wo der Boss in Gegenwart von mindestens einem weiteren Made Man die Aufnahmezeremonie abhält:
Der Familien-Boss nimmt ein neues Mitglied auf, indem er in einer Zeremonie etwas Blut vom „Abzugsfinger“ des neuen Mitgliedes auf ein Bild eines Heiligen (zumeist Franz von Assisi oder die Jungfrau Maria) tropfen lässt, das Bild anbrennt, in dessen Hände legt und ihn dabei einen Eid ablegen und auf die „Omertà“ schwören lässt.
Der geschworene Eid kann von Familie zu Familie variieren, aber ist in der Tradition in etwa wie folgt: „As this card burns, may my soul burn in Hell if I betray the oath of Omertà“ oder „As burns this saint, so will burn my soul. I enter alive and I will have to get out dead.“
Ein gemachter Mann gilt in der Regel als „unberührbar“ und wird zumeist stets gefürchtet und zugleich respektiert. Ein körperlicher Angriff auf ihn oder ein Anschlag auf sein Leben ist ohne die Erlaubnis der sogenannten amerikanischen Mafia-Kommission strengstens untersagt und eine Todsünde, welche in der Regel mit dem Tod bestraft wird.
Zum Beispiel wurde Thomas DeSimone, ein berüchtigter Assoziierter der Lucchese-Familie, Opfer einer sogenannten Lupara bianca, da er ohne Erlaubnis den Gambino-Soldato William „Billy Batts“ Bentvena ermordet hatte.
Dieser Vorfall wurde ebenfalls in Scorseses Film "Goodfellas" aufgegriffen.